# ほのかてらす
「ほのかてらす」は、大石昌良のソロ1作目のシングル。2008年6月25日にHappy Music Recordsより発売された。

## 概要
サウンドスケジュールの解散から1年8ヵ月の間を経て、ソロミュージシャンとして再デビューした大石昌良の1stシングル。
表題曲の「ほのかてらす」は大石の故郷である愛媛県宇和島を舞台に、変わりゆく景色と亡き祖父を想い書いた曲である。
「ほのかてらす」歌詞中の「小説」とは、大石と同郷で同じ宇和島東高校出身の片山恭一のヒット作「世界の中心で、愛をさけぶ」の事をさしている。
2018年に発売されたシングル「ボーダーライン」では、カップリング曲として「ほのかてらす」と「キウイ畑の宇宙船」の弾き語りバージョンが収録されている。

## 収録曲
全作詞・作曲・編曲：大石昌良
1. ほのかてらす [4:45]
2. キウイ畑の宇宙船 [5:16]
3. セツナ風 [4:49]

## タイアップ
ほのかてらす
TBS『神さまぁ〜ず』2008年6・7月度エンディングテーマ
毎日放送『麒麟の部屋』2008年6月度エンディングテーマ
テレビ神奈川『1230アッと!!ハマランチョ』2008年6月度エンディングテーマ
群馬テレビ『2008高校野球ハイライト』オープニングテーマ